# Музей Ель Греко
Музей Ель Ґреко (ісп. El Museo de El Greco) — нова і досить точна назва музейного закладу в місті Толедо, раніше відомого як Будинок-музей Ель Ґреко.

## Історія створення

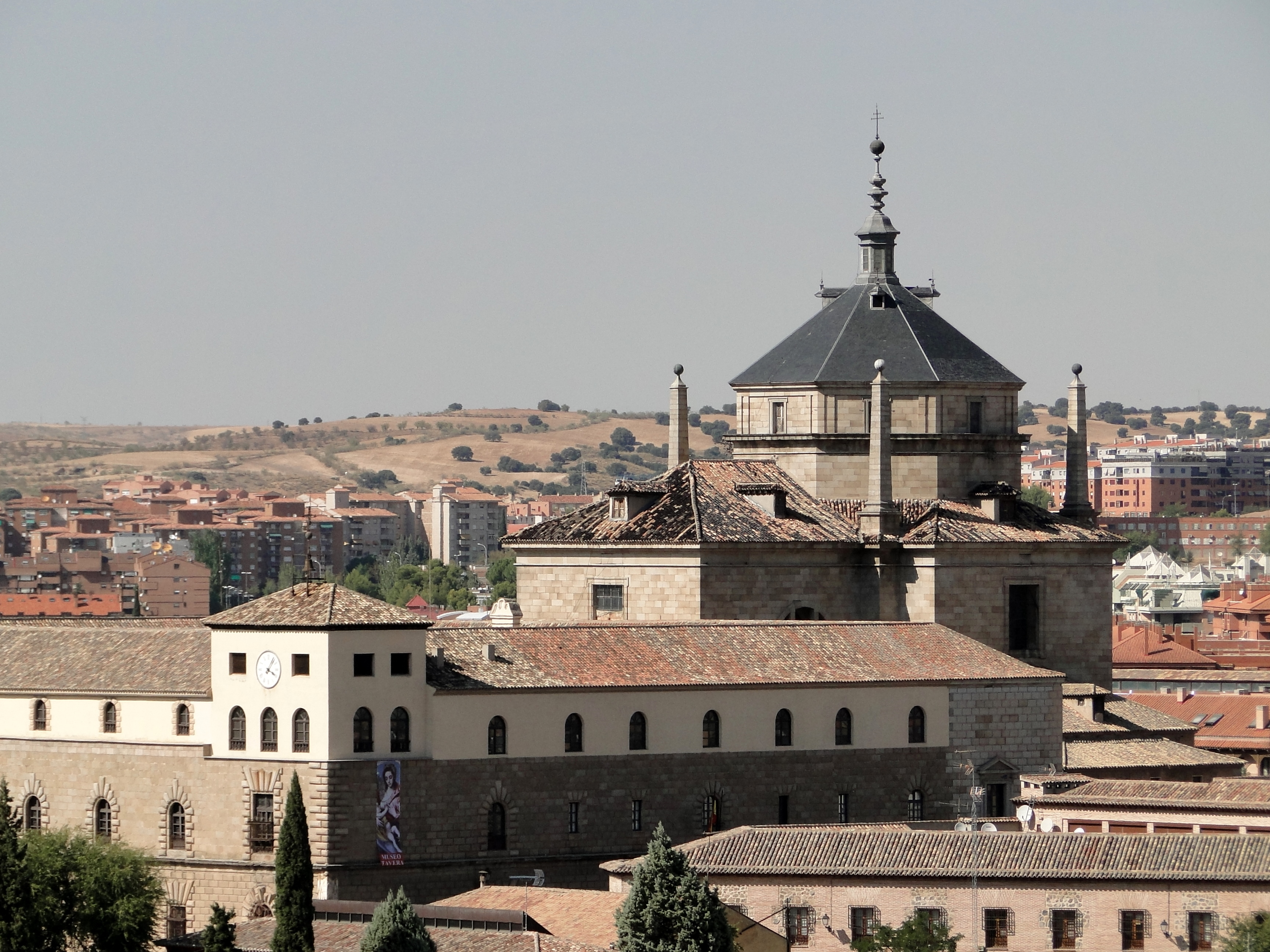
Монастир і шпиталь де Тавера, що зберігає твори Ель Греко. Толедо, 2009 рік.

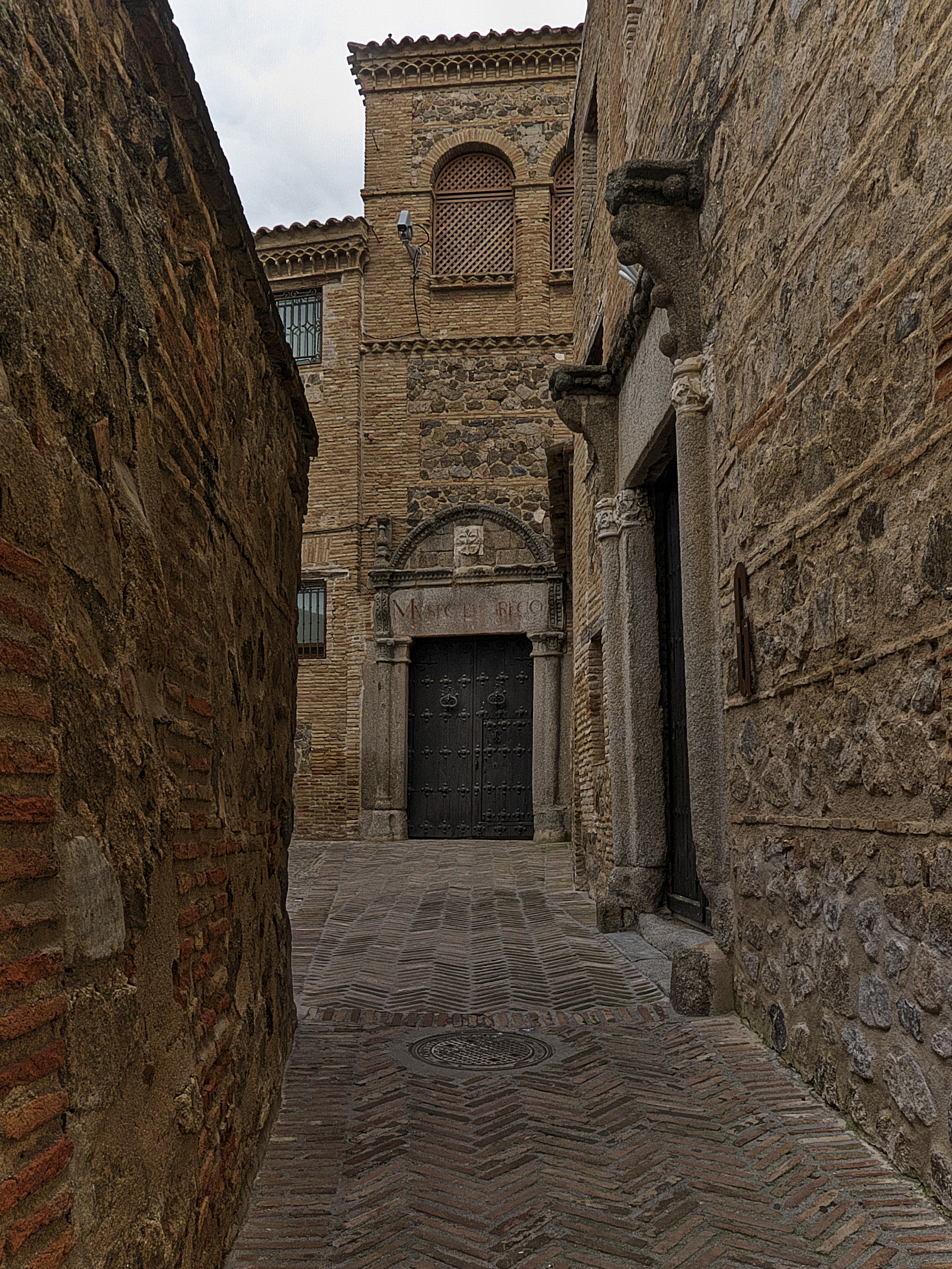
Музей Ель Греко у Толедо, фото 2012 р.

### Зміна назви
У 1585 році художник орендував будинок маркіза де Віллєни, де і мешкав майже все життя. Це був комплекс досить старих будівель, яки здавали усім охочім. Майстер займав 24 кімнати, де розмістив вітальні, їдальню, власну бібліотеку і майстерню. Ель Ґреко переніс в свою оселю звичку слухати музик під час обіду, як це робили у Венеції XVI століття. Аскетичним в побуті і надто релігійним іспанцям це було неприйнятним і незрозумілим звичаем чужинця. Художник добре розумів підозріле відношення оточення і жив приховано, досить відокремлено. Але в майстерню допускав клієнтів-замовників, небагатьох приятелів і колег-митців.
Зміна назви сталася з декількох причин. Ель Ґреко належить до забутих на 300 років майстрів Іспанії і його справжній будинок давно зруйновали. Ніхто не піклувався ні про будинок, ні про збереження поховання художника — усе зруйновано і зникло. Аби вдовольнити потяг відвідувачів до меморіальних місць, пов'язаних з Ель Ґреко, у XX столітті і зробили новий будинок художника в іншій будівлі Толедо. Під музейний заклад віддали просторий будинок герцогині Архона, де Ель Ґреко не жив, а в інтер'єрах відтворили уявну атмосферу помешкання на кінець XVI століття.
Вимоги до точності і достовірності в ХХ ст. і спонукали реконструкцію колишнього музейного приміщення (будинок герцогині Архона) і зміну його назви на точнішу.

### Реконструкція будівлі
Помешкання, що розташоване в колишньому єврейському кварталі Толедо, реконструювали ще на початку ХХ століття і відкрили для відвідин у 1911 році. Рада покровителів музею була створена ще у 1910 р. Стрімкі зміни вимог до музеїв спонукали до ремонтів і реконструкцій у 1921, 1950, 1960 роках. Наприкінці 1980-х прийнято рішення про зміну концепції музею і його побудови.
Нова реконструкція розпочата у 2008 році. А колекції музею передані в інші заклади. Найкоштовніші вирішено реставрувати і зберігати в музеї Прадо як крихкі і принадні до руйнування. Оновлений заклад планують відкрити для публіки у 2011 році.

### Експозиції

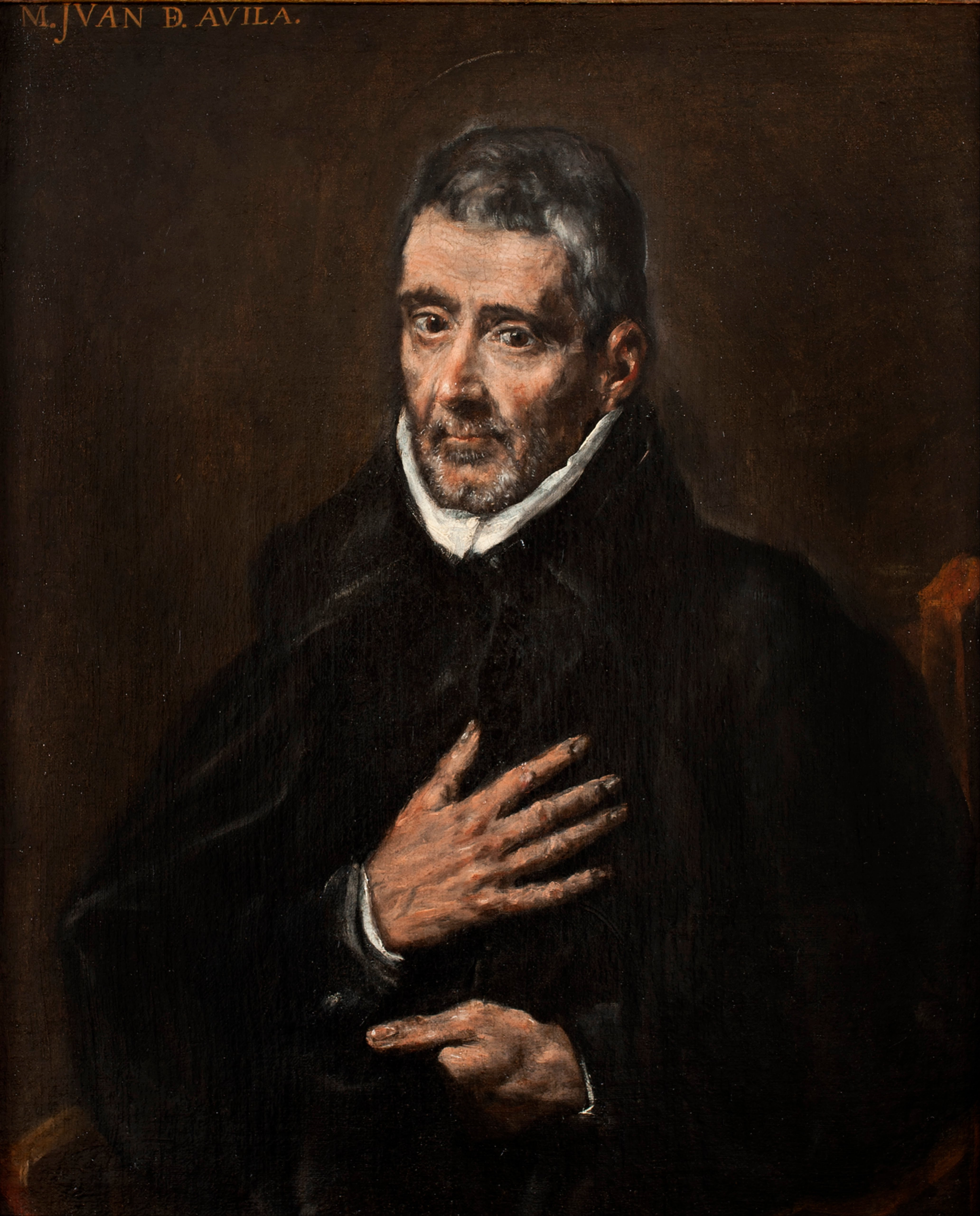
Ель Греко. «Хуан де Авіла», 1600 р. Музей Ель Греко

Музею вдалося отримати декілька цінних предметів епохи і автентичних речей XVI—XVII століть (меблі, книги, мармурова скульптура). Окрасою музейної збірки були оригінали картин Ель Ґреко з серії Апостоладос, «Спаситель» (по оренді з музею Прадо), «Краєвид Толедо з планом міста». За планом, всі вони будуть повернуті музею, де також експонуватимуть картини учня Ель Ґреко на ім'я Луїс Трістан та його попередників і послідовників, де будуть — Бартоломео Естебан Мурільйо, Хуан де Вальдес Леаль, Франсіско Еррера Старший, Франсіско де Сурбаран, Хуан Кареньо де Міранда.